# Zhenjiang
Pour les articles homonymes, voir Zhenjiang (homonymie).
Zhenjiang (chinois : 镇江市 ; pinyin : zhènjiāng shì) est une ville-préfecture du sud-ouest de la province du Jiangsu en Chine, au sud du fleuve Yangtsé. Sa population était de plus de 3,1 millions d'habitants en 2013.

## Géographie
La ville de Zhenjiang est située, en Chine, à l'est de Nankin, à l’ouest de Changzhou au sud du fleuve Yangzi Jiang, celui-ci la séparant des villes de Yangzhou et Taizhou.
Zhenjiang est située dans un emplacement géographique clé, près du delta du fleuve Yangtsé au nord-ouest ; au sud-est, les terrains sont plats, le réseau d'eau dans la plaine de Taihu, et un grand espace en lui-même fait partie de la ville plutôt vallonné. Deux grandes chaînes de montagnes traversent la ville de Zhenjiang : en effet, jusqu'à 100 km de montagnes pour la chaîne de Ningzhen; et 140 km pour la chaîne de montagne de Maoshan.
La ville est traversée par deux grands cours d'eau: le fleuve Yangtsé et le Grand canal Pékin-Hangzhou.
La longueur du fleuve Yangtsé à Zhenjiang est de 103,7 km. La longueur du segment du Grand canal Pékin-Hangzhou de 42,6 km, a toujours été une valeur importante en ce qui concerne l'expédition au fil de l’histoire.

### Environnement et pollutions
En 2009, des rejets d'eaux contaminées par l'industrie du titane dans le Yangzi Jiang ont été observés.

## Histoire
Zhenjiang est le siège de domaines féodaux au VIIIe siècle av. J.-C., sous le nom de Yi et plus tard de Zhufang et Guyang. Elle est conquise en 221 av. J.-C. par Qin Shi Huang, premier empereur chinois, et devient un chef-lieu de comté sous le nom Dantu, puis le siège d'une division administrative supérieure. Conquise par la dynastie Sui en 581, une garnison y est établie pour garder l'entrée du fleuve Yangtsé, d'où son nom qui signifie « Garnison de la Rivière ». En 595, Zhenjiang devient un district de la province de Jiangsu. Son importance grandit avec la construction de ce qui deviendra le Grand Canal, car elle devient un centre de collecte et d’expédition de l'impôt agricole payé par les populations de la région du delta du Yangtsé.
La ville atteint son apogée sous la dynastie des Song (960-1279), lorsque la région se spécialise dans la production de la soie fine, du satin, et de la ferronnerie pour les empereurs.
À la périphérie de Zhenjiang dans un jardin, le scientifique et homme d'État Shen Kuo (1031-1095) a vécu le reste de ses jours dans l'isolement, où il a écrit ses célèbres Meng xi bi tan (“Discussions de pinceau depuis un petit ruisseau de rêve”, 1088).
En 1300, un recensement indique que des chrétiens d'Orient vivaient à Zhenjiang. Marco Polo dit qu'il avait « deux eglises de crestiens nestorins » depuis l'an 1278, qu'un gouverneur chrétien y avait fait construire.

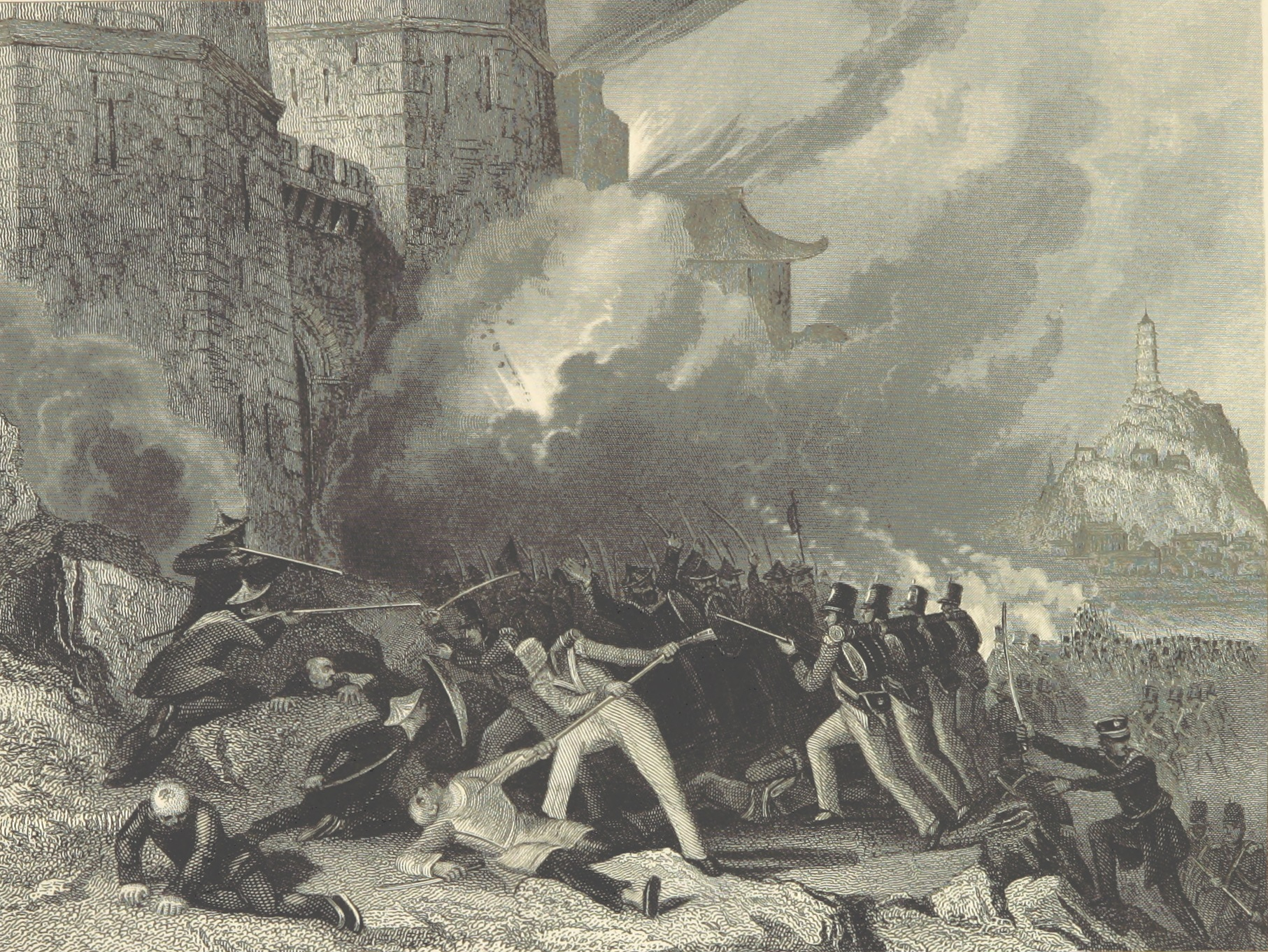
Prise de la ville par les troupes britanniques le 21 juillet 1842.

La ville a souffert de troubles pendant la Première guerre de l'opium (1839-1842) lorsqu’elle a été conquise par les Britanniques à la bataille de Chinkiang le 21 juillet 1842, et de nouveau pendant la Révolte des Taiping (1850-1864). La ville a décliné économiquement avec la fermeture de la partie nord du Grand Canal dans les années 1850, et après l'obstruction de l'entrée du canal sud au XXe siècle.
De 1928 à 1949, pendant le régime nationaliste (Guomindang) de Tchang Kaï-chek, Zhenjiang a été la capitale de la province du Jiangsu, tandis que Nankin (capitale actuelle de Jiangsu) a servi de capitale de la Chine.
Aujourd'hui, Zhenjiang est toujours l'un des ports les plus actifs de la Chine pour ce qui est du commerce intérieur, servant de plaque tournante pour le commerce entre le nord du Jiangsu, les provinces d’Anhui et la ville de Shanghai. Le commerce se compose essentiellement de céréales, de coton, d’huile et de bois. Les autres principales industries concernent la plupart du temps le domaine de la transformation des aliments et de la fabrication de pâte à papier. La ville est renommée parmi les Chinois pour sa résistance héroïque contre les Britanniques (en 1842) et les Japonais (dans la Seconde Guerre mondiale).

## Démographie
À la fin de Janvier 2014, selon les statistiques de la ville de Zhenjiang, la population résidente de la ville était de 3,16 millions.
Selon le sixième recensement national (en) en 2010, la population résidente de la ville était de 3 113 384 personnes, par rapport au cinquième recensement national, une augmentation totale sur une période de dix ans de 216 368 personnes, soit une augmentation de 7,47 %.
Le taux de croissance annuel moyen est de 0,72 %. Parmi eux, la population masculine est estimée à 1 595 672, soit 51,25 % de la population totale. La population féminine quant à elle est de 1 517 712, ce qui représente 48,75 %.

## Administration

### Subdivisions administratives
La ville-préfecture de Zhenjiang exerce sa juridiction sur six subdivisions - trois districts et trois villes-districts :
Quartierd : Zone Jingkou, Runzhou, Dantu district, Zhenjiang New Area
Villes au niveau du comté: Danyang, Yangzhong, Jurong
| Carte                                                                  | Subdivisions        | Hanzi  | Pinyin        | 2010 (en) | Superficie (km2) | Densité  |
| Jingkou Runzhou Dantu Yangzhong (ville) Danyang (ville) Jurong (ville) |                     |        |               |           |                  |          |
| ---------------------------------------------------------------------- | ------------------- | ------ | ------------- | --------- | ---------------- | -------- |
| Jingkou Runzhou Dantu Yangzhong (ville) Danyang (ville) Jurong (ville) | Ville               |        |               |           |                  |          |
| Jingkou Runzhou Dantu Yangzhong (ville) Danyang (ville) Jurong (ville) | District de Jingkou | 京口区 | Jīngkǒu Qū    | 601 671   | 115              | 5 231,92 |
| Jingkou Runzhou Dantu Yangzhong (ville) Danyang (ville) Jurong (ville) | District de Runzhou | 润州区 | Rùnzhōu Qū    | 296 453   | 133              | 2 228,96 |
| Jingkou Runzhou Dantu Yangzhong (ville) Danyang (ville) Jurong (ville) | Banlieue            |        |               |           |                  |          |
| Jingkou Runzhou Dantu Yangzhong (ville) Danyang (ville) Jurong (ville) | District de Dantu   | 丹徒区 | Dāntú Qū      | 302 276   | 749              | 403,57   |
| Jingkou Runzhou Dantu Yangzhong (ville) Danyang (ville) Jurong (ville) | Villes-district     |        |               |           |                  |          |
| Jingkou Runzhou Dantu Yangzhong (ville) Danyang (ville) Jurong (ville) | Danyang             | 丹阳市 | Dānyáng Shì   | 960 418   | 1 059            | 906,91   |
| Jingkou Runzhou Dantu Yangzhong (ville) Danyang (ville) Jurong (ville) | Jurong              | 句容市 | Jùróng Shì    | 617 680   | 1 387            | 445,33   |
| Jingkou Runzhou Dantu Yangzhong (ville) Danyang (ville) Jurong (ville) | Yangzhong           | 扬中市 | Yángzhōng Shì | 334 886   | 332              | 1 008,69 |
| Jingkou Runzhou Dantu Yangzhong (ville) Danyang (ville) Jurong (ville) | Total               | Total  | Total         | 3 113 384 | 3 799            | 819,52   |

## Économie
En 2013, le PIB total a été de 2 928 milliards de yuans, et le PIB par habitant de 92 366 yuans. Le niveau de développement économique dans la ville de Zhenjiang, province du Jiangsu, atteint un niveau intermédiaire. En 2013, le PIB de la ville a atteint 2 928 milliards de yuans. Le revenu disponible par habitant des résidents urbains est estimé à 32 977 yuans, le bénéfice net rural par habitant est de 16 258 yuans, soit une augmentation de 18,1 %. Le PIB local s’élève à 73 947 yuans par habitant, le classant ainsi cinquième dans la province du Jiangsu.

## Enseignement supérieur
Zhenjiang possède cinq universités, parmi elles : luniversité du Jiangsu et l'université des sciences et de la technologie de Jiangsu. Il existe aussi une école militaire spécialisé dans la marine.

## Transports

### Transport ferroviaire

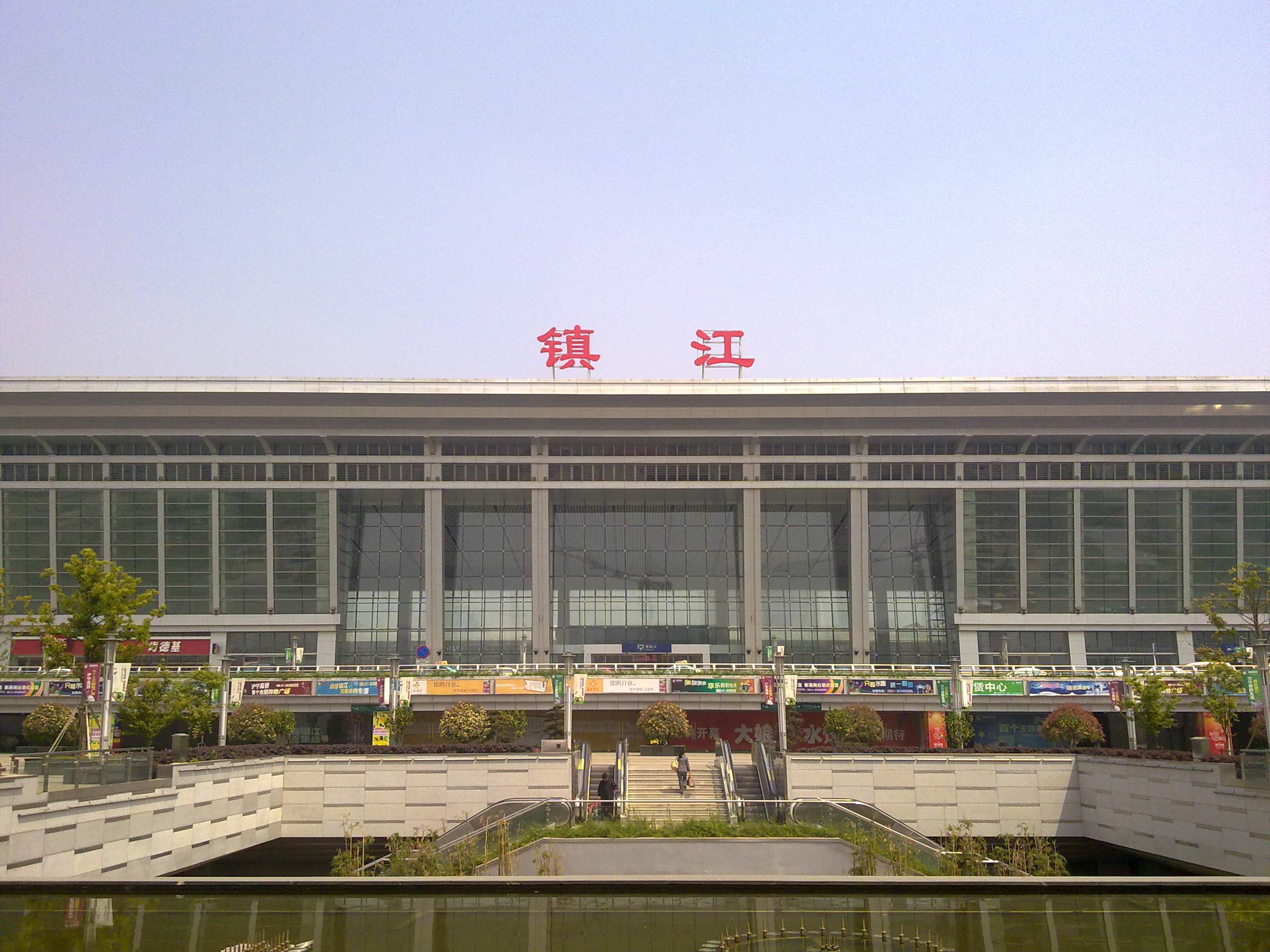
Gare de Zhenjiang.

La ville de Zhenjiang est située dans une zone ferroviaire importante sur la ligne Hu-ning (Nankin à Shanghai). La gare principale de la station Zhenjiang-ouest a ouvert ses portes en 1906 ; elle est située dans la corniche de Gyeonggi.
Après la construction du pont de Nankin, sur le fleuve Yangtsé, la voie ferrée a été renommée Pékin-Shanghai ; à partir de là, le segment ferroviaire urbain a également été déplacé vers le sud, la nouvelle station étant située à Zhenjiang Zhongshan West Road.
Actuellement, la LGV Shanghai-Nankin permet d’améliorer grandement la mobilité dans cette région densément peuplée.

### Transport fluvial
Parce que c’est le carrefour de la rivière Yangtsé et du Grand Canal Pékin-Hangzhou, l'eau a toujours été un élément clé dans le développement de la ville de Zhenjiang.
À partir des années 2000, en raison de la lenteur des cours d'eau, la plupart des services de passagers se sont arrêtés. Au niveau des infrastructures, un nouveau terminal de fret dans les zones urbaines à la périphérie orientale de port de Dagang a été ouvert.

### Transport routier

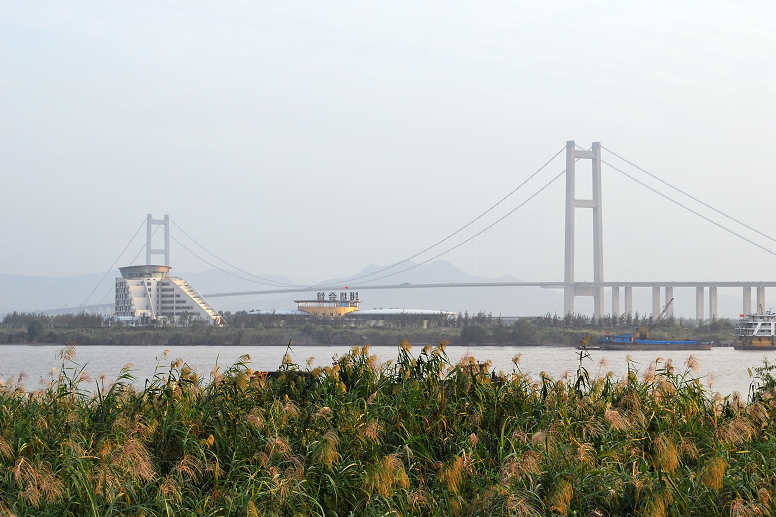
Pont Runyang dans le Jiangsu traversant le Yangtsé.

La voie rapide Shanghai-Nankin ouverte à la circulation en 1996, a permis d’améliorer la mobilité dans la ville de Zhenjiang, au niveau régional notamment. En 2006, l’extension de deux à huit voies a permis d’éviter les problèmes récurrents d’embouteillages et permis une meilleure fluidité sur route.
Le pont Runyang, au-dessus du fleuve Yangtsé, permet de connecter Zhenjiang à Yangzhou.

## Tourisme
Les zones touristiques les plus célèbres de la ville se situent autour des « trois montagnes » (Jinshan, Jiaoshan et Beigushan). Bien que celles-ci ne fassent que quelques dizaines de mètres de hauteur, leurs implantations le long du fleuve Yangtzé leur donnent une situation avantageuse. En effet, la partie historique de la ville y est située, laissant de nombreux monuments et temples ouverts aux visites. Zhenjiang est donc une ville historique et culturelle, riche en ressources touristiques. La ville dispose de plusieurs reliques historiques protégées : Jiaoshan Beilin (une stèle qui contient des calligraphies chinoises), plusieurs pierres tombales à Danyang datant du Ve siècle, ou l'ancien consulat britannique (il héberge le musée local).

## Culture

### Cuisine locale
La ville de Zhenjiang a été connue pour ses aliments caractéristiques de la cuisine locale : « Zhenjiang San Guai ». Il s’agit d’une soupe aux nouilles, du vinaigre ou d'un plat à base de viande.
Zhenjiang fait partie des trois villes les plus représentatives du Huaiyang (avec Yangzhou, Huai'an) dont la spécialité culinaire est le « Chang Jiang San Xian ». Il s'agit d'un plat composé, selon la saison, de trois types de poissons : le Poisson-globe, l'Alose ou le Cololabis saira.

## Personnalités liées à Zhenjiang
- Shen Kuo, géologue, astronome, mathématicien, cartographe, inventeur, météorologue, agronome, ethnographe, zoologiste, botaniste, ingénieur en hydraulique, pharmacologue, encyclopédiste, poète, musicien, diplomate, général, chancelier académique et ministre des finances.
- Pearl Buck, écrivain américaine, prix nobel de littérature en 1938, a vécu à Zhenjiang de 1892 à 1917
- Li Lanqing, vice-premier ministre de 1998 à 2003, né à Zhenjiang en 1932
- Tang Jiaxuan, membre du conseil d'état chinois, est né à Zhenjiang en 1938.
- Wei Wei, actrice chinoise, est née à Zhenjiang en 1922.

## Jumelages
- Kurashiki (Japon)
- Tsu (Japon) depuis 1984
- Tempe (États-Unis) depuis 1989
- Lac-Mégantic (Canada) depuis 1995
- Izmit (Turquie) depuis 1996
- Londrina (Brésil) depuis 1997
- Iksan (Corée du Sud) depuis 1998
- Mannheim (Allemagne) depuis 2004
- Communauté d'agglomération bergeracoise (France) depuis 2018[6]